# Трг краља Александра Ујединитеља (Ниш)
Трг краља Александра Ујединитеља је градски трг у Нишу, у градској општини Медијана, у делу града познатом као Трг краља Александра.

## Положај
Западно од трга се налази насеље Кичево, а на истоку са центар града и насеље Маргер. Око Трга почињу и неколико улица, и то: Соколска, Кнегиње Љубице (север), Јована Ристића (запад), Топличина, Југ Богданова (југ), Николе Пашића и Трг Павла Стојковића (исток).

## Историја
Током османске владавине Трг се звао Арнаут пазар што на турском језику значи „албанска пијаца“. Након српског заузимања Ниша 1878. године, Трг добија назив Трг Кнеза Михајла Обреновића, по претку тадашњег кнеза/краља Србије Милана Обреновића.
Након откривања споменика југословенском краљу Александру 1939. године, преименован је у Трг краља Александра I Ослободиоца. Након Другог светског рата, нова комунистичка власт 1946. године уклања споменик и мења назив у Трг ЈНА. Како је држава мењала име, тако је и Трг: Трг ЈНА (до 1992), Трг Војске Југославије (до 2003) и Трг Војске (до 2004). Назив Трг Војске се одржао до 2004. године, када је поново постављен споменик краљу Александру и Тргу враћен назив из доба Краљевине Југлославије.

## Особине
Само срце трга представља уређену зелену површину на којој се налазе пешачке стазе, клупе, дечје справе за играње итд. Постоје и зелене површине преко пута улице, около централне, на којима се налазе велика градска чесма и спомен-биста.
Трг, ван простора централне зелене површине, поседује и намену кружног тока (дуго јединог у Нишу) на којме се налазе неколико аутобуских стајалишта за више градских аутобуских линија.

## Објекти
Око кружног тока, налазе се и цивилни и војни објекти и институције.
Од цивилних се налазе Економско-правни факултет-Управа Нишког чвора Железнице Србије, аутобуске станице, чесма краљице Наталије, књижара ЗУНС-а, зграда Александрија итд.
Од војних је смештена Команда копнене војске и Првостепени војни дисиплински суд.
У околини Трга се налазе и Основна школа „Радоје Домановић“ (север), објекти Студентског центра Линијски ресторан II и Павиљон I и II (југозапад), католичка црква (југ), Народна библиотека „Стеван Сремац“, Зграда комунистичке општине Ниша, Трг Павла Стојковића (југоисток), зграда народног музеја (исток) итд.

## Споменици
На Тргу постоје и пет споменика. Два од тога су посвећена народноослободилачкој борби.
На централној зеленој површини се налазе споменик краљу Александру, постављен 2004. године, и гробови совјетских војника који су учествовали у савезничко-југословенском заузимању Ниша 1944. године. 
У дворишту Економског и правног факултета налази се Спомен-биста народној хероју Ратку Јовићу, а у двема од споредних зелених површина чесма и Спомен-биста књижевнику Душану Радовићу.

## Галерија
- Споменик Краљу Александру - детаљ
- Споменик Краљу Александру
- Споменик погинулим Црвеноармејцима
- Улаз у Економско-правни факултет
- Гробови совјетских војника
- Парна локомотива "Баба Милка" из рудника Јелашница (Нишка Бања)
- Локомотива "Баба Милка" из рудника Јелашница (Нишка Бања) текст поред локомотиве о историји локомотиве
- Локомотива "Баба Милка" из рудника Јелашница (Нишка Бања) натпис на локомотиви

- Локомотива "Баба Милка" из рудника Јелашница (Нишка Бања) поглед са предње стране
- Чесма Краљице Наталије
- Споменик народном хероју Ратку Јовићу
- Споменик књижевнику Душку Радовићу
- Споменик краљу Александру Ујединитељу